# Parc Dallapé
Le parc Dallapé (en finnois : Dallapénpuisto), est parc du quartier de Vallila à Helsinki en Finlande.

## Description
Le parc est construit sur le site de l'ancienne zone de triage ferroviaire de Vallila.
Il est situé à côté du centre de jeunesse d'Harju dans l'îlot bordé par les rues Aleksis Kiven katu, Teollisuuskatu et Kustaankatu.
Les peliuses du parc s'élèvent à trois endroits en bosses en forme de pyramide. 
Des dos d'âne délimitent également le parc et assurent une protection contre la circulation des rues avoisinantes. 
Au centre du parc se trouve une place pavée entourée de bancs et de lampadaires.

## Étymologie
Le parc porte le nom de l'orchestre Dallapé (fi). 
De nombreux membres de l'orchestre de danse ont vécu le long de la rue Aleksis Kivi et à proximité à Vallila et Kallio. 
L'achèvement du parc a été célébré, le 9 septembre 2005.
L'orchestre Dallapé de huit membres a été fondé en septembre 1925, l'ouverture du parc a donc coïncidé avec le 80ème anniversaire de Dallapé. 
L'histoire de l'orchestre est présentée sur un tableau fixé au mur du bâtiment du transformateur en briques rouges en bordure du parc.

## Galerie

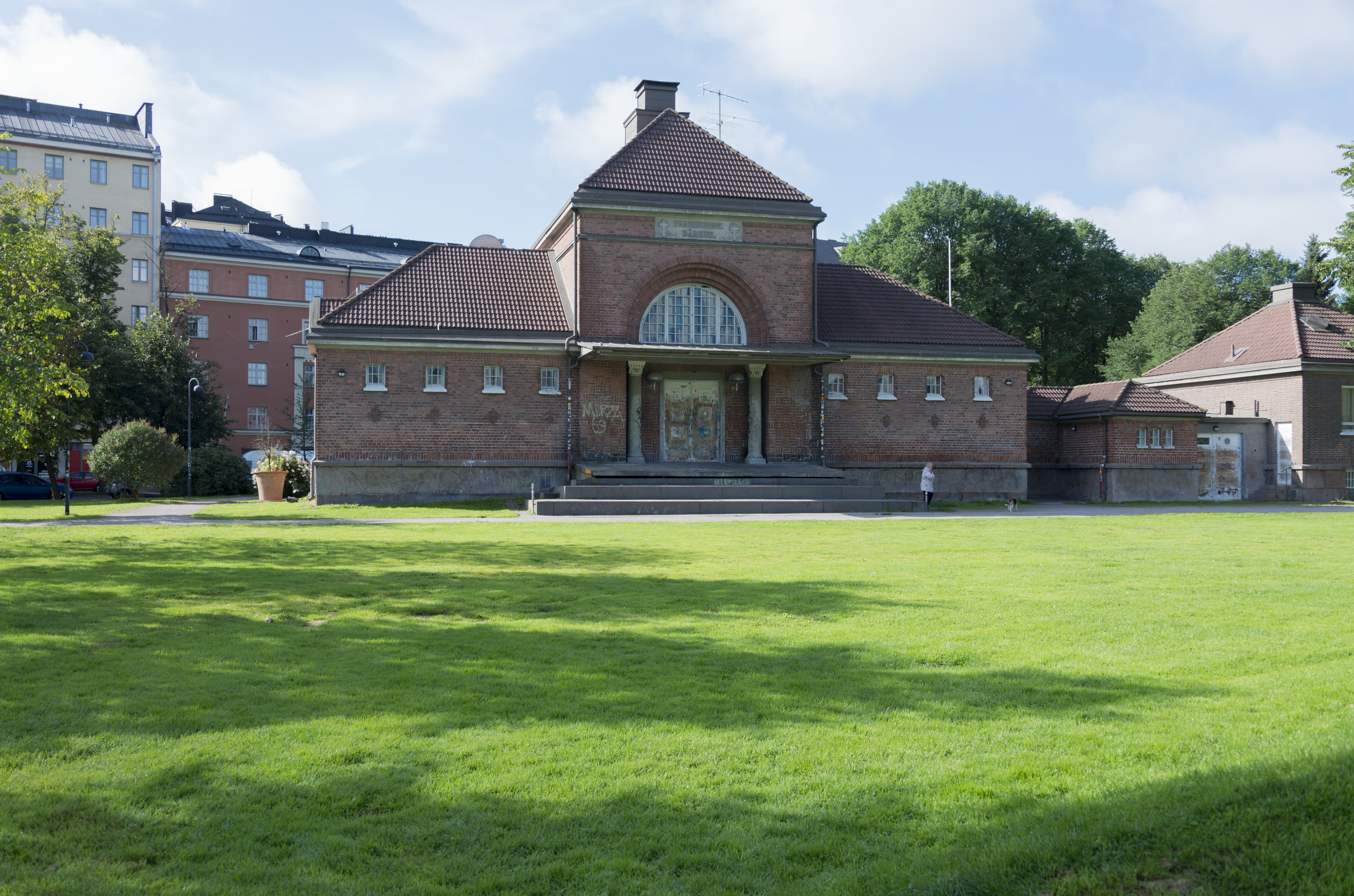
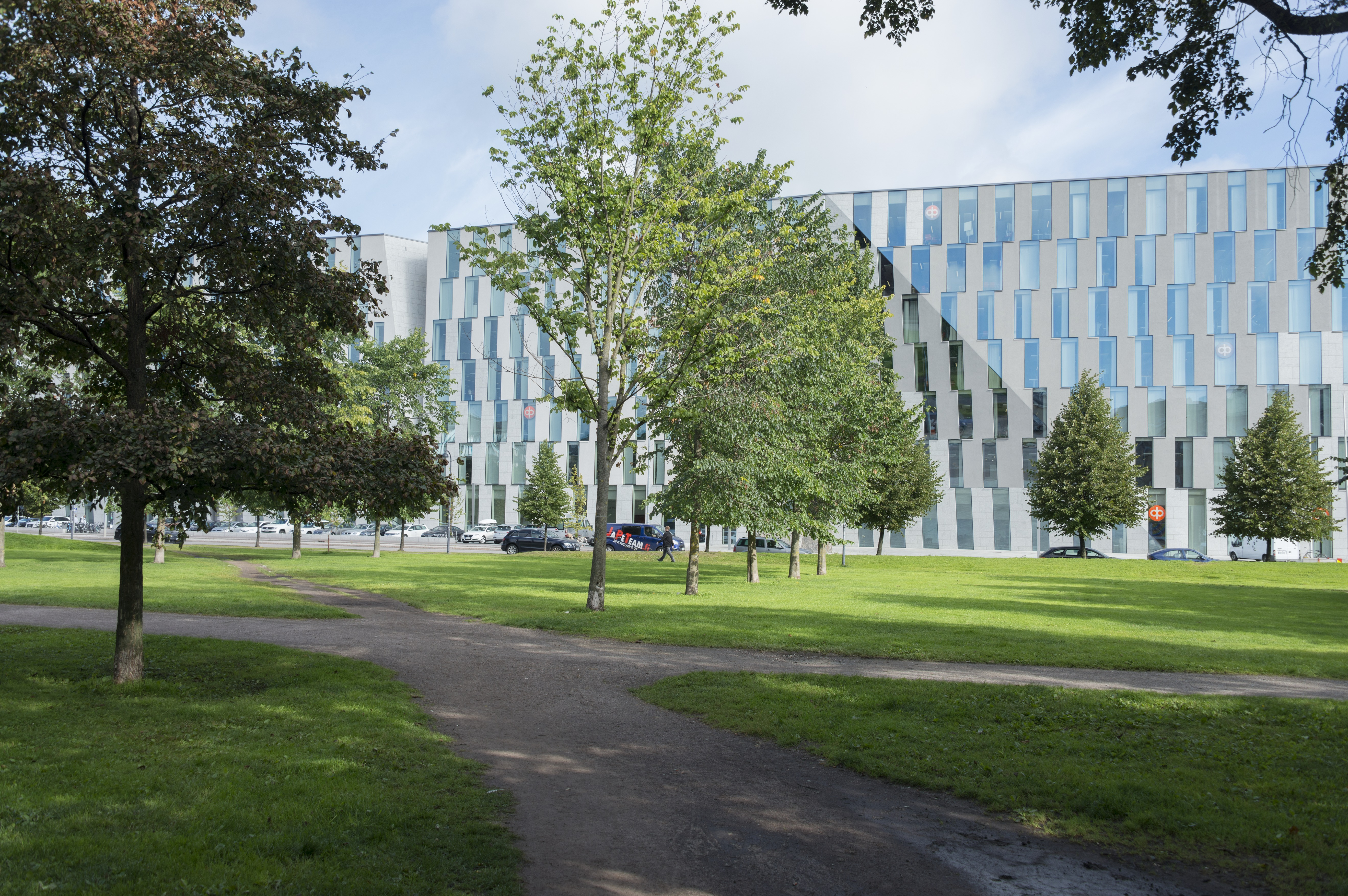
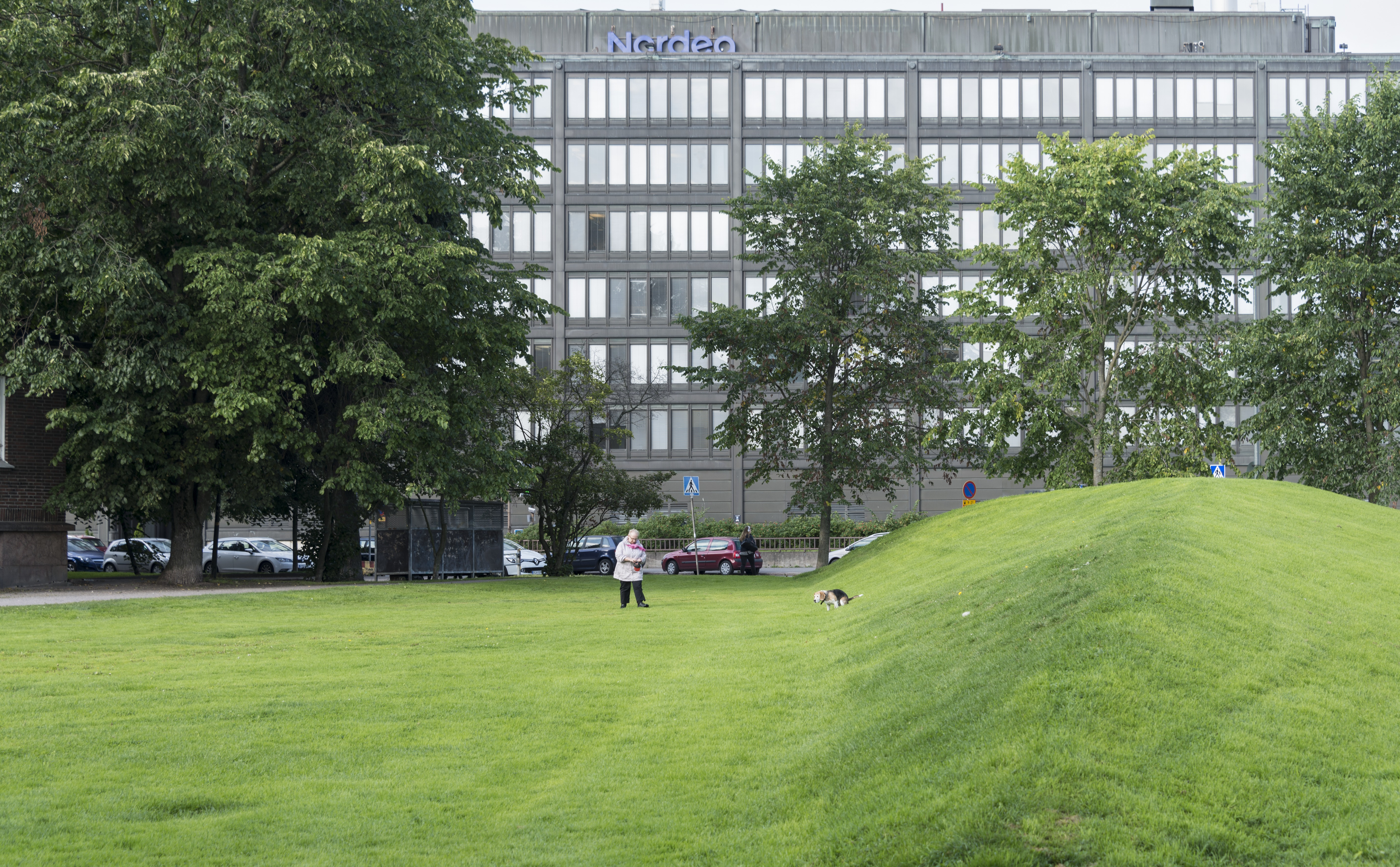
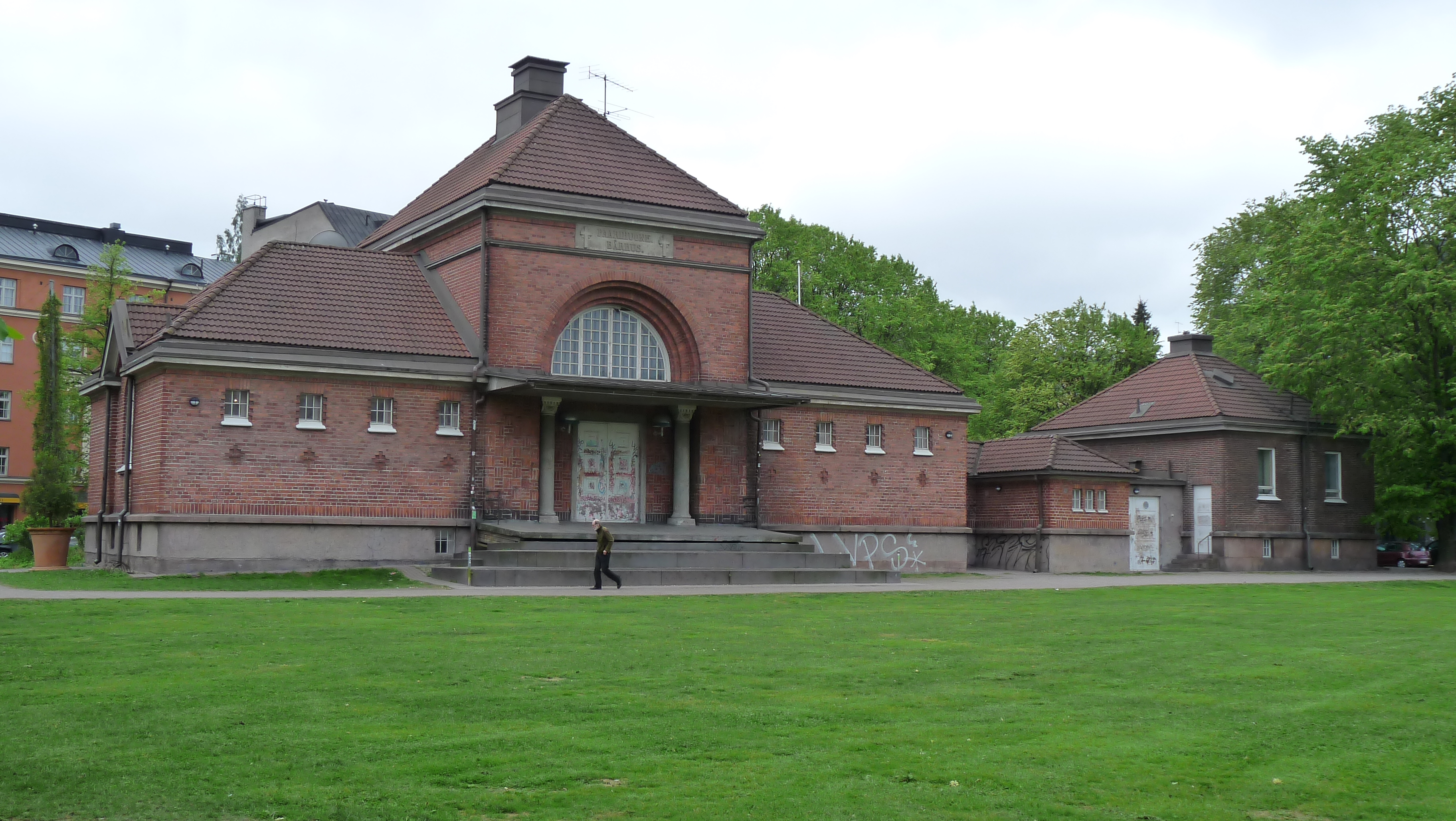
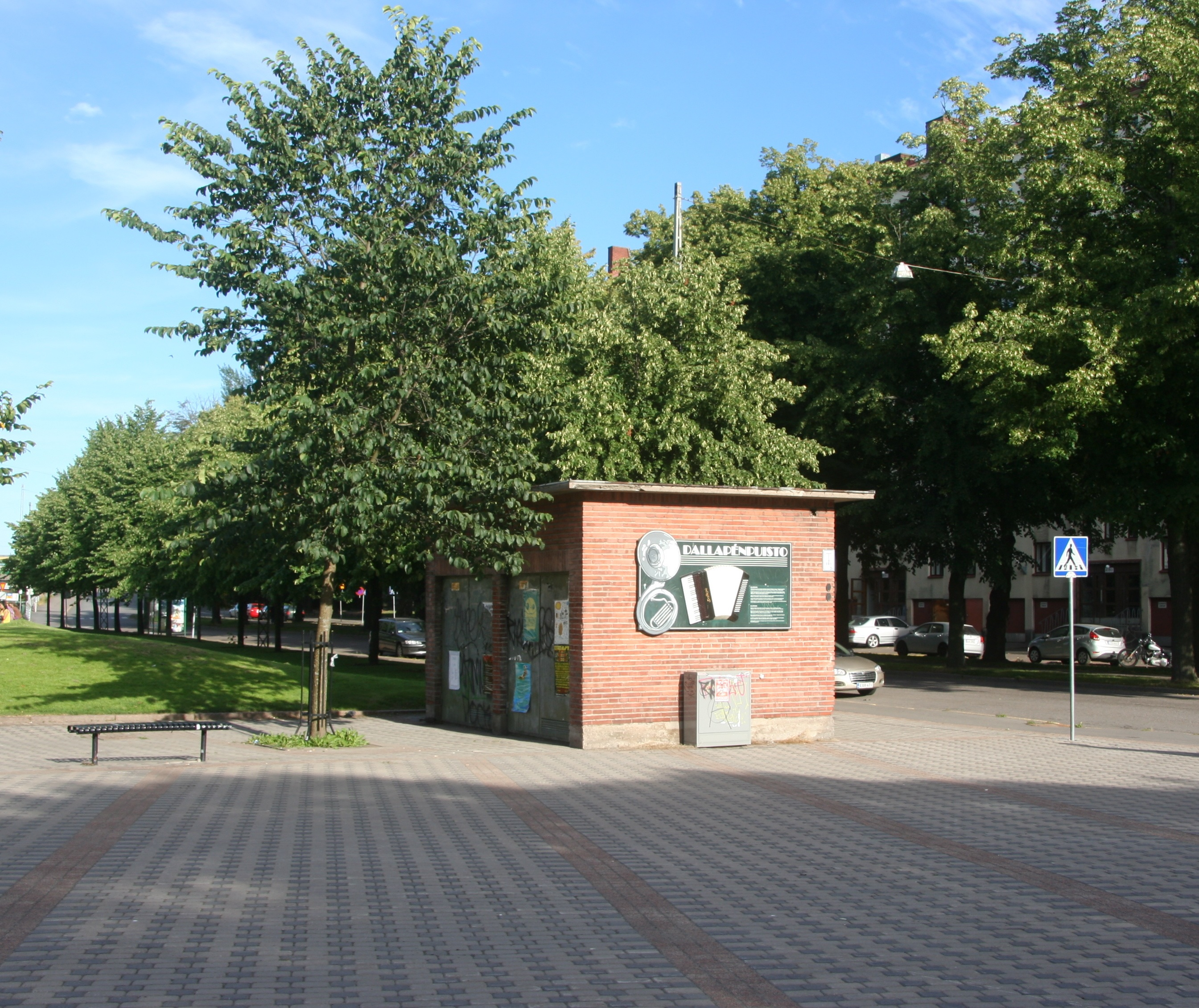